# Мртвачки плес
Мртвачки плес (фр. Danse Macabre, ест. Surmatants) је касносредњовековна алегорија морализаторског карактера о свеприсутној смрти и пролазности живота. Ова иконографска тема приказује низ парова сачињених од представника црквене и световне хијерархије, полова и животних доба, и лешева или скелета и настала је у западној Европи почетком 15. века као илустрација истоимене песме. Најстарије ликовне представе мртвачког плеса настале су у Француској после епидемије црне смрти (зидна слика насликана 1424. године на Гробљу невиних) – одакле се овај мотив пренео у Шпанију, Португалију, Немачку, Холандију, Естонију, Словенију, Хрватску.
У ширем смислу овај појам обухвата и широк репертоар ликовних, литерарних и музичких тема и мотива инспирисаних иконографијом позног средњег века, насталих у периоду од 15. века до данас, као нпр. Danse macabre, песма Шарла Бодлера , приповетка Маска црвене смрти Едгара Алана Поа, свита Totentanz Франца Листа, симфонијска поема Danse macabre Камија Сен-Санса, филм Седми печат Ингмара Бергмана, итд. Поред тога, термин Danse macabre се повремено примењује и на ликовне представе које излазе из овог хронолошког распона или су настале ван оквира европске цивилизације (скелети који плешу приказани на хеленистичким чашама, или сличне представе из Авганистана, са Тибета, из Перуа, итд.).

## Порекло називаDanse macabre
Порекло и изворно значење назива Danse macabre није могуће са сигурношћу утврдити. Придев macabre, без акцента на последњем слогу, први пут се помиње 1842. године., Облик macabré се први пут помиње 1376. у песми Le Respit de la Mort Жана Ле Февра (Jean Le Fèvre), као "Макабреов плес" (de Macabré la danse). До 19. века назив ове теме најчешће се среће у облику Danse Macabré. Сходно томе, претпоставља се да је Макабре лично име настало од библијског имена Макабеј (Macabé), и да се у називу теме појављује као име аутора песме или најстарије ликовне представе, или, пак, сугерише да се ради о теми чије порекло треба тражити у неком обреду везаном за култ Макабејаца. С друге стране, порекло речи macabre тражено је у арапском maqâbir, гробље, и арамејском meqaber, гробар.,

## Извори иконографије
О изворима текста и иконографије Мртвачког плеса, као и о времену и месту њиховог настанка постоје бројне хипотезе. Претпоставља се да је основна структура текста, а можда и његова најстарија верзија, настала већ средином 14. века. Стручњаци се, међутим, не слажу да ли је тај претпостављени архетип био написан на латинском, француском или немачком језику.,,, Извори литерарних мотива и иконографије ликовних представа (мотив плеса, сусрет човека са мртвацем, односно персонификованом смрћу, хијерархизовани низ живих учесника, идеја о једнакости пред смрћу, представа распадањем начетог тела) тражени су у сродним старијим или савременим темама: песми Vado mori (Умрећу; 13. век), представама Легенде о три мртва и три жива и тзв. transi надгробним споменицима., С друге стране, чињеница да се у изворима спорадично помињу обреди који по опису подсећају на Danse macabre или се изричито тако називају, навела је научнике на помисао да је то првобитно била пантомимска инсценација проповеди о смрти, која се изводила у цркви, црквеном дворишту, а понекад и на двору,; или обред настао христијанизацијом паганских погребних плесова,. За сада, међутим, није позната ниједна представа овога типа која је настала пре 15. века. Најстарија представа која се у изворима помиње насликана је 1424. на степеништу париског Гробља невиних (Le Cimetière des Innocents; уништена 1669. године).
По времену свога настанка и идејама које изражава, Мртвачки плес се надовезује на комплекс морализаторских тема које посредством представа физичке смрти указују на испразност овоземаљских задовољстава. Настанак ових тема био је подстакнут великом кризом која је Европу захватила средином 14. века, изазваном епидемијом куге, ратовима и глађу. Пресудна улога у њиховом креирању приписује се просјачким редовима, доминиканцима и фрањевцима. Настанак појединих представа Мртвачког плеса из 15. века може се довести у директну везу с просјачким редовима, пре свега доминиканцима: текст париске Danse Macabre из 1424. на енглески је, око 1430, превео доминиканац Џон Лидгејт (John Lydgate), фреска насликана око 1440. у Базелу (сада у Историјском музеју) налазила се на доминиканском гробљу, а представе мртвачког плеса из Амијена (средина 15. века) и Стразбура налазиле су се у доминиканским црквама.

## Мртвачки плес у 15. и 16. веку
Danse macabre свој процват доживљава током 15. и 16. века, када у Европи настаје око осамдесет представа мртвачког плеса у различитим техникама (фреске, дрворези, рељефи, витражи, таписерије). Ове представе су се најчешће налазиле на гробљима, у клаустрима или на зидовима цркава, или су, пак, штампане као илустрација песме Danse macabre, календара или часловаца (Часловац Симона Востра из 1512). Иако се у овом периоду, управо посредством штампаних издања, тема Мртвачког плеса шири по готово свим областима католичке и протестантске Европе, она је несумњиво највећу популарност доживела у Француској и Немачкој.
Иконографија највећег броја представа Мртвачког плеса насталих у 15. веку у основи се може свести на исту схему: континуирана поворка парова коју чине лешеви или скелети и представници земаљске хијерархије поређани у опадајућем низу, организована је у композицију наглашене хоризонталности; текст песме Danse Macabre, низ дијалога између лешева/скелета и живих у којима се наглашава неизбежност смрти и људска немоћ пред њом, исписан је испод слике. Запажа се да се представе скелета углавном јављају у италијанским и истарским Мртвачким плесовима, док се у другим срединама чешће јављају мање или више распаднути лешеви. Представа се углавном чита слева надесно (изузеци су нпр. представе Мртвачког плеса из цркве св. Марије на Шкрлинама у Берму и цркве Свете Тројице у Храстовљу), а често је "отвара" проповедник или аутор смештен на левој страни композиције, као у представама из Богородичине цркве у Либеку (1463), цркве св. Робера у Ла-Шез-Дјеу (La-Chaise-Dieu, 1460-1470), Богородичине цркве у Берлину, итд.); или једној од уводних илустрација у штампаним издањима (издања Гијоа Маршана, Париз, 1485, 1486, 1490. и 1491). Радња се по правилу одвија на отвореном простору, најчешће на гробљу (представа са базелског гробља доминиканаца), a у позадини представе Мртвачког плеса из Богогородичине цркве у Либеку види се панорама овог града. У представи из цркве премонстратеншког реда у Кермарији у Бретањи (око 1450), и у француским штампаним издањима за која се претпоставља да понављају париску представу из 1424. године (поменута Маршанова издања, Danse macabre Антоана Верара из 1492, као и издања из Троа рађена по Маршановим матрицама, из 1491, 1496. и 1729) појединачне фигуре или парови су уоквирени аркадама. Мртвачки покров и сандук, лопата, пијук и музички инструменти (дувачки: пуфер, труба, гајде; и ударачки: добош и бубањ) уобичајени су атрибути лешева, односно скелета. Поменути дувачки инструменти обично се доводе у вези са ђаволом и приказују се као његови атрибути. Није сасвим јасно да ли лешеве/скелете треба тумачити као персонификацију смрти или се ради о мртвацима - "двојницима" живих ликова. Исти атрибути (лопата, мртвачки покров, пијук) појављују се током 14. века као обележја персонификоване Смрти. С друге стране, у појединим случајевима лешеви су у тексту који прати илустрације јасно одређени као мртваци (нпр. код Г. Маршана).
У представама Мртвачког плеса насталим у 15. веку лешеви/скелети по правилу не нападају живе. Њихов став се пре може назвати подругљивим него агресивним: у положају који сугерише да се ради о плесу, они хватају живе за руку или одећу, тек понекад покушавајући да им отму атрибуте друштвеног положаја. Хијерархијски устројен скуп живих јесте представа човечанства у малом, којом се изражава идеја о једнакости свих слојева, полова и животних доба пред смрћу. У раним представама (Париз, Кермарија) он се своди на мушке представнике различитих друштвених слојева, јасно дефинисане атрибутима свог статуса или занимања. Црквена и световна лица обично се наизменично ређају. Изузетак у том смислу представљају представе из Богородичине цркве у Берлину, где су лаици и свештена лица одвојени у две поворке смештене лево и десно од представе Распећа; и у представи из гробљанске капеле у Пинцолу (1539), где се поворка лаика надовезује на низ црквених лица. Женски ликови се први пут појављују у Мртвачком плесу са базелског доминиканског гробља. Њихов број је ограничен и оне се првенствено појављују у улози супруге владара (царица, краљица). У Мртвачком плесу жена (Danse macabre des femmes), који је 1486. у Паризу објавио Гијо Маршан овај скуп је проширен и другим женским панданима уобичајених учесника Мртвачког плеса (кнегиња, опатица, итд), али и представницама различитих животних доба жене (девојка, старица).
Почетком 16. века дешавају се промене у иконографији ове теме, које се превасходно запажају у штампаним верзијама Мртвачког плеса. Број ликова расте, а поред уобичајених представника друштвене хијерархије појављује се већи број жена и неколико представника животних доба. Мртвачки плес се све чешће конципира као низ појединачних сцена у којима леш или скелет напада живог затеченог у за овога типичној, свакодневној ситуацији. Радња се смешта у одговарајући амбијент, чиме се нарушава јединство простора карактеристично за представе настале у 15. веку. Социјална сатира је оштрија, а у представама насталим у реформацији наклоњеним срединама антиклерикализам долази до пуног изражаја, као у Мртвачком плесу Никлауса Мануела Дојча, насликаном на Гробљу доминиканаца у Берну (1514—1526). Текст и даље прати илустрације, иако више није неопходан за њихово разумевање. 

### Дрворези Ханса Холбајна Млађег

#### Алфабет
Ханс Холбајн Млађи је у неколико наврата обрађивао тему Мртвачког плеса. Око 1525. је у Базелу израдио нацрте за Алфабет смрти: 24 иницијала смештена у квадратна поља и укомпонована у жанр-сцене у којима један или два леша у поодмаклом стадијуму распадања нападажју живе. Низ отварају лешеви-музичари (слово А), а затим се све до слова Л наизменично ређају представници црквене и световне хијерархије (папа, цар, краљ, кардинал, царица, краљица, бискуп, кнез, трговац, свештеник. Од слова М до слова X следе представници занимања чији називи почињу тим словима: лекар (Medicus), благајник или банкар, дебели монах (Numerarius), војник (Praetor), монахиња која смрт прихвата ћитке (Quieta), луда (Ridens), пијаница (Titubus homo), брзи коњаник (Velox eques), стари испосник (vetustissimus homo, слово W) и коцкари (Xycipanthes). У илустрацији за слово Y појављује се дете (ynfans), а последњем слову, Z, одговара Страшни суд. Као инспирација за иницијале вероватно је послужила фреска са гробља у Базелу.

#### Les Simulachres et historiees faces de la mort
Les Simulachres et historiees faces de la mort, илустрована књига која је први пут објављена у Лиону 1538. године, састоји се од 40 сцена које приказују повест смрти. Матрице по Холбајновим цртежима израдио је Ханс Лицелбургер. Скице су вероватно настале између 1523. и 1526. у Базелу. Низ илустрација почиње Стварањем Еве, а следе Прародитељски грех, Изгон из раја, где се први пут појављује представа Смрти, и земаљски живот првих људи, где смрт помаже Адаму да оре. Тиме је истакнута идеја да је смрт рођена са људским грехом и да прати човека кроз читав живот, а човечанство кроз историју. Та идеја је подвучена и у завршним сценама – Страшни суд и Победа над смрћу. У преосталим сценама Холбајн врло слободно обрађује мотиве карактеристичне за Мртвачки плес, стварајући низ независних призора.
- Последице пада
- Гробље
- Папа
- Цар
- Бискуп
- Опат
- Војвоткиња
- Старица
- Лекар
- Богаташ
- Торбар
- Коцкари
- Војник
- Дете

## Теме изведене из Мртвачког плеса
Од друге половине 16. века популарност теме Мртвачког плеса у форми поворке почиње да опада. Корпус мртвачких плесова насталих током 16, 17, 18, а донекле и у 19. веку, поред спорадичних монументалних зидних композиција које остају у оквирима до тада усвојених иконографских решења, углавном се своди на репринт издања или реплике Холбајнових Simulachres. Последице наведених промена у иконографији било је осамостаљивање појединих епизода и развој читавог низа тема изведених из изворног Мртвачког плеса: Девојка и Смрт, различити облици memento mori, портрет изведен из формуле сусрета човека и смрти, које свој врхунац доживљавају у барокној уметности. С друге стране, идеје које су се до тада изражавале кроз тему Мртвачког плеса добијају нове иконографске формулације: представе сталежа, животних доба и Фортуниног точка са персонификацијом смрти изведеном из Мртвачког плеса као обавезним елементом. 

## Мртвачки плес од 19. века до данас
До поновног оживљавања теме Мртвачког плеса у изворном облику долази средином 19. века, када она постаје предмет интересовања како уметника тако и научника. Њен даљи развој може се посматрати као последица интеракције уметничких и научних интерпретација. У новим уметничким обрадама иконографија Мртвачког плеса се најчешће своди на мотив сусрета човека са смрћу или на саму персонификацију смрти представљену као скелет са косом или пешчаним сатом. Истовремено, историчари уметности објављују прве кратке прегледе историје ове теме у којима се суштина Мртвачког плеса, по правилу, своди на сусрет Смрти и њене жртве. 
Данас се називом Danse macabre врло често обухвата читав комплекс иконографије смрти.

## Најзначајније представе Мртвачког плеса
- 1424. фреска са Гробља невиних у Паризу (уништено 1669)
- око 1430. фреска са лондонског Гробља св. Павла (уништено)
- 1437. фреска Жана Мазонсела у клаустру Сен Шапел у Дижону (уништено)
- око 1440. фреска са базелског Гробља доминиканаца (сада у Историјском музеју у Базелу)
- око 1450. фреска из цркве премонстратеншког реда у Кермарији (Француска)